# Стара чаршија (Бајина Башта)
Стара чаршија у Бајиној Башти представља просторну културно-историјску целину, чије је настање започело средином 19. века после напуштања муслиманског становништва тадашњег насеља Пљескова, доласком досељеника из околних места и проглашењем насеља за варошицу 1858. године. 

## Настајање чаршије
Указом кнеза Александра Карађорђевића од 12. јула 1858. године, тадашње село постаје варошица, када је изграђен и први регулациони план, а неколико година касније, 1861. године, граде се зграда среске канцеларије са шталом и апсаном (затвором). Појединци из новопридошлог становништва започињу да се издвајају по свом начину допунског привређивања, а то је углавном држање механа и трговина стоком и дрвеном грађом. Већ 1863. године, по попису, насеље је имало 71 домаћинство, а од занатлија било је шест механџија, три терзије, три ковача, пушкар, сарач и један трговац. Промена династија на власти и одлука новог кнеза Михаила Обреновића, да укине статус варошице, није битно утицала на развој насеља, све до 1872. године, када се насељу враћа претходни статус и престаје са коришћење старог назива из турских времена.

## Развој чаршије
Упоредо са развијањем и проширивањем нових делатности, долази и до видљивих промена у начину грађења кућа. Уместо дотадашњих на брзину изграђених и привремених плетара и брвнара, граде се куће од дрвеног скелета испуњеног ћерпичем, тзв. „биркатице”, у бондрук конструкцији, покривене црепом. Куће су градили традиционално добри мајстори из Осата.
Просторно уобличавање чаршија добија 1882. године, када се израђује регулациони план и долази до дељења слободног простора на плацеве и њихова понуда на продају. Са јачањем Бајине Баште као средишта, уз развој занатства и трговине, успостављају се и установе важне за повезивање са осталим крајевима. Тако се, већ 1876. године изграђује прва телеграфска станица, царинарница (1880) и прва поштанска станица (1881). Поред ових јавних установа, из тог периода забележено је постојање „Старе Цвијине механе”, произвођача барута и трговца Цветка (Цвије) Јевтића из Вишесаве, која више не постоји и „Нове Цвијине кафане”, која и данас служи првобитној намени, додуше под новим именом „Вукајловића механа”.
У периоду између два светска рата Бајина Башта се систематски изграђује, уз строго поштовање старог регулационог плана, у правилним блоковима са ортогоналном шемом улица и пространим правоугаоним тргом, на простору некадашње градске пијаце, који се наслања на стару чаршију.

## Чаршија данас
Ново време, промена начина живота и нестајање старих заната неминовно су довели и до промене намене и функције појединих објеката. Тако да су савремене занатлије прилагођавали локале потребама своје делатности. Архитектура преосталог дела грађевина чаршије је, ипак, остала непромена са импозантним спратним објектима са високим, стрмим крововима, често повезаним регулационом линијом у једну целину. Док мања група грађевина показује јасне карактеристике фолклорне архитектуре, прилагођене варошком начину живота.